# Will Gadd
Pour les articles homonymes, voir Gadd.
Will Gadd, né le 8 mars 1967, est un grimpeur spécialisé en cascade de glace, skieur, kayakiste et pilote de parapente canadien. Il a détenu le record de distance avec un parapente en parcourant 423 km à Zapata au Texas.
Un Piton d'or 2015 lui est décerné en récompense de l'ensemble de sa carrière (lifetime achievement).

## Sponsors
Will Gadd est sponsorisé par :
- Arc'teryx[5]
- Red Bull[1]